# Kačlehy
Obec Kačlehy (německy Gatterschlag) se nachází v okrese Jindřichův Hradec v Jihočeském kraji. Žije zde 119 obyvatel.

## Historie
První písemná zmínka o vesnici pochází z roku 1399. V letech 1938 až 1945 byla obec v důsledku uzavření Mnichovské dohody přičleněna k nacistickému Německu. Část původních obyvatel byla v roce 1945 vysídlena.

## Přírodní poměry
Východně od vesnice leží národní přírodní památka Krvavý a Kačležský rybník.

## Pamětihodnosti
- Kaple Panny Marie na návsi u rybníka
- Výklenková kaplička svatého Jana Nepomuckého

## Osobnosti
Zemřel tu českoněmecký agrární politik Martin Soukup (1853–1934), na počátku 20. století poslanec Říšské rady.

## Galerie

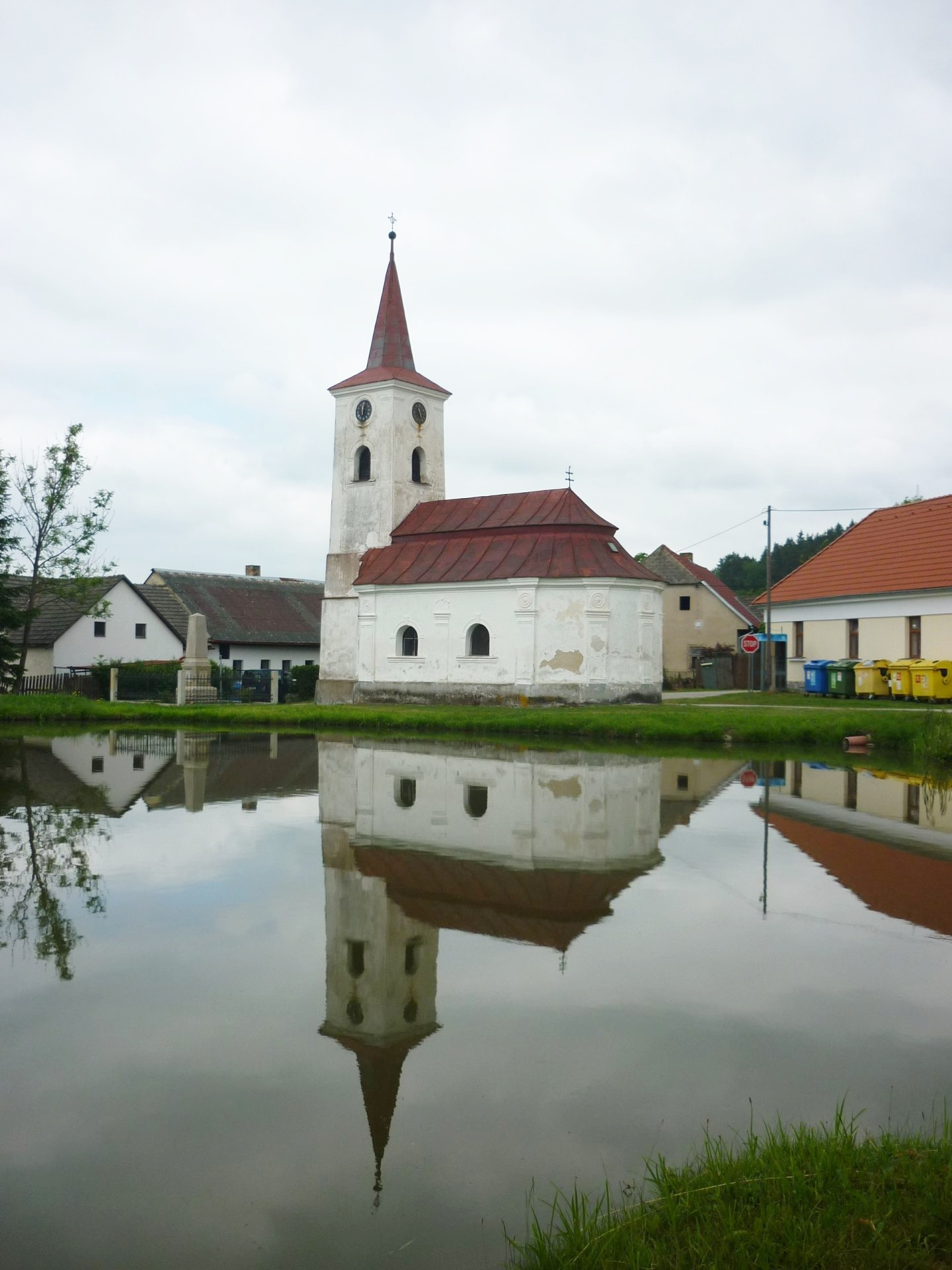
Kaple Panny Marie
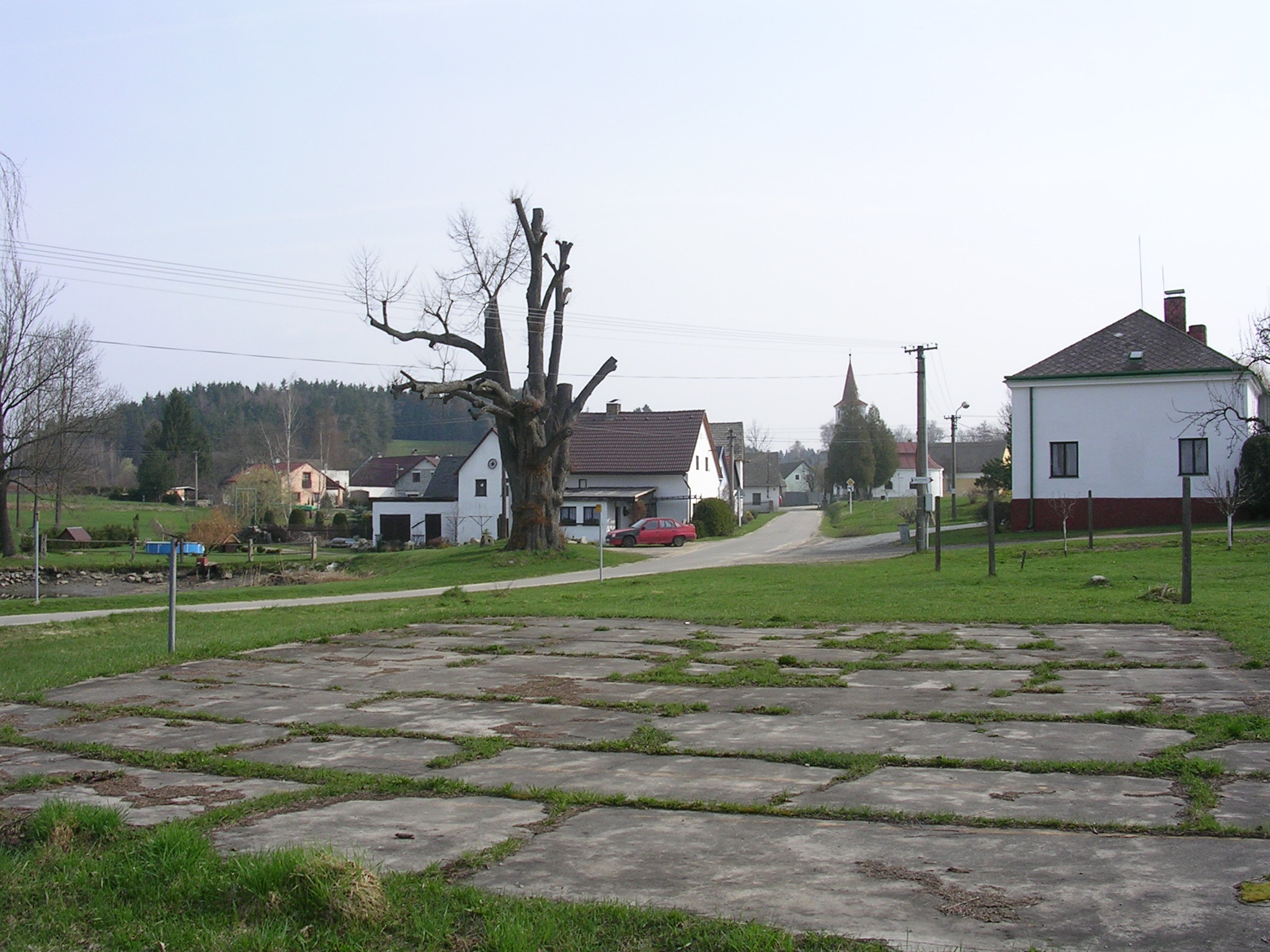
U silnice
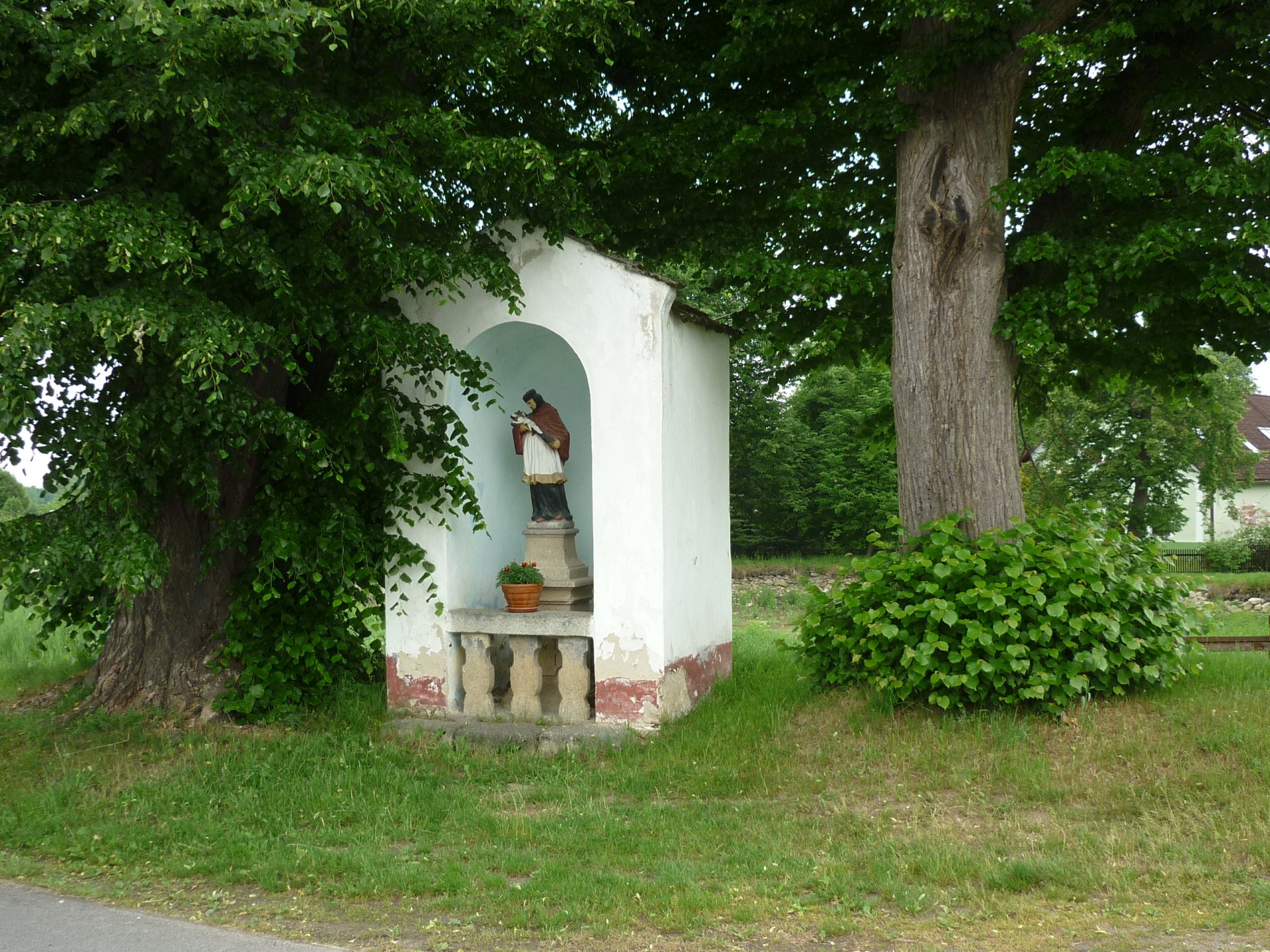
Kaplička při cestě
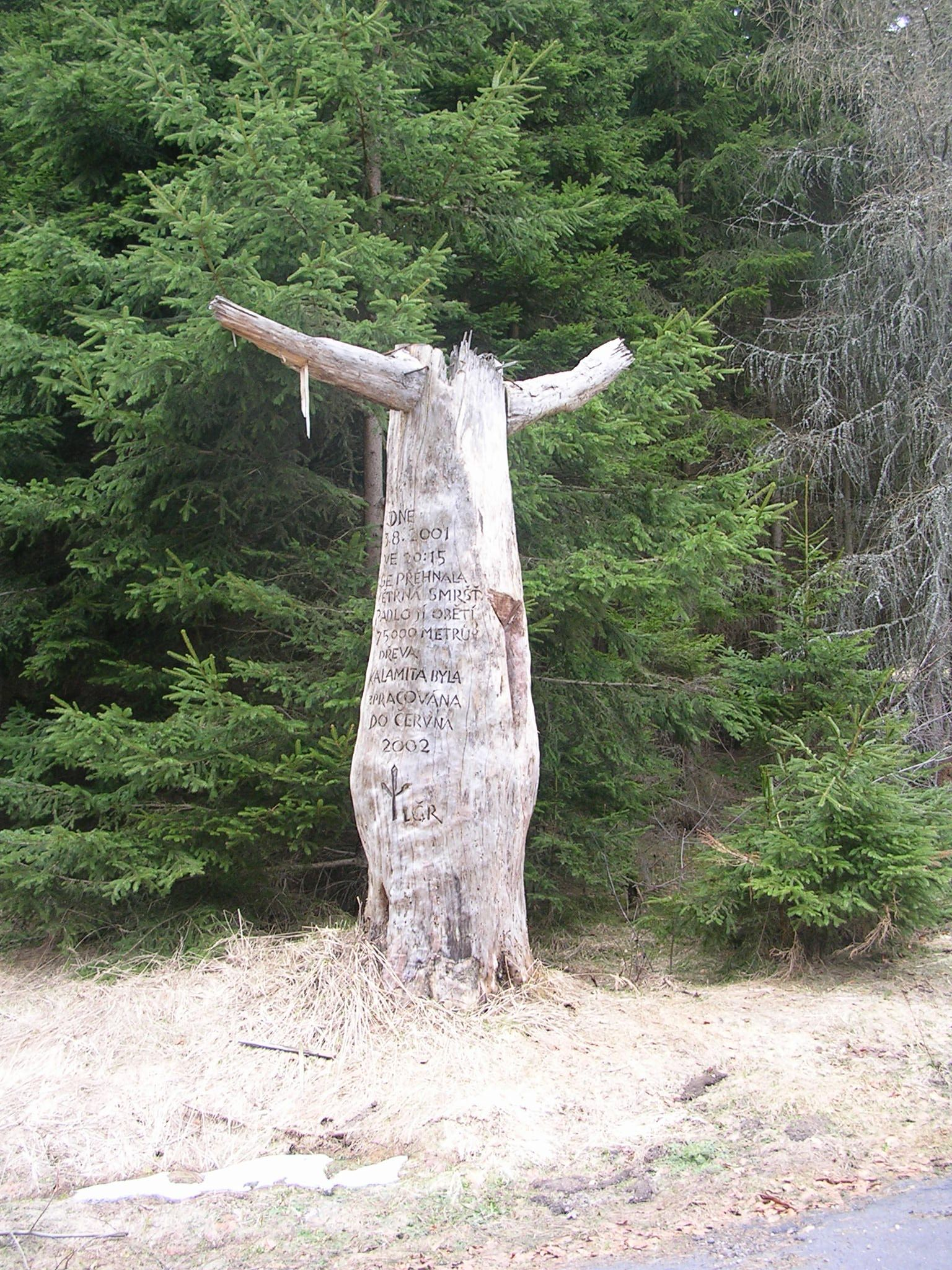
Památník na větrnou smršť
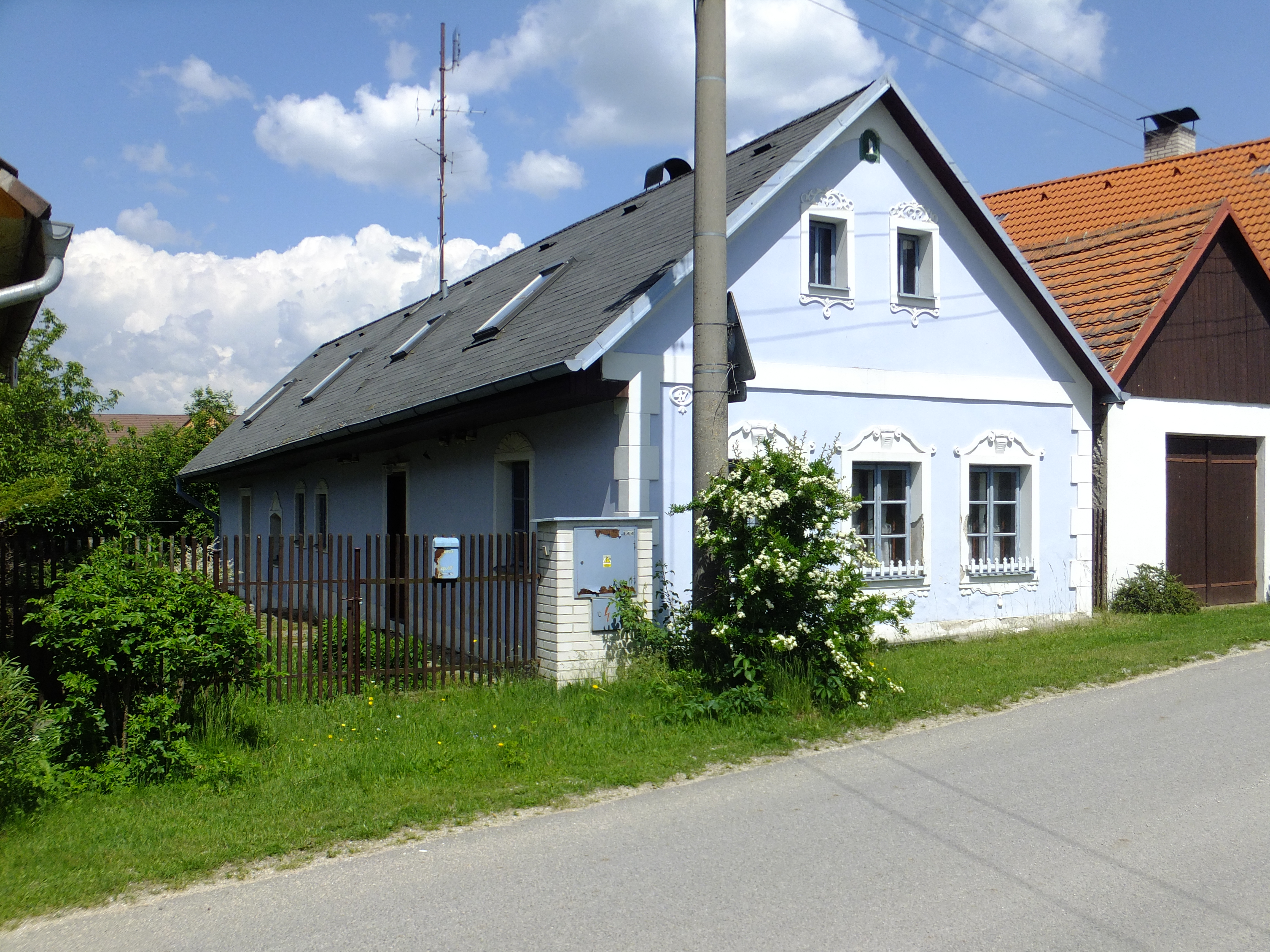
Stavení č. 47
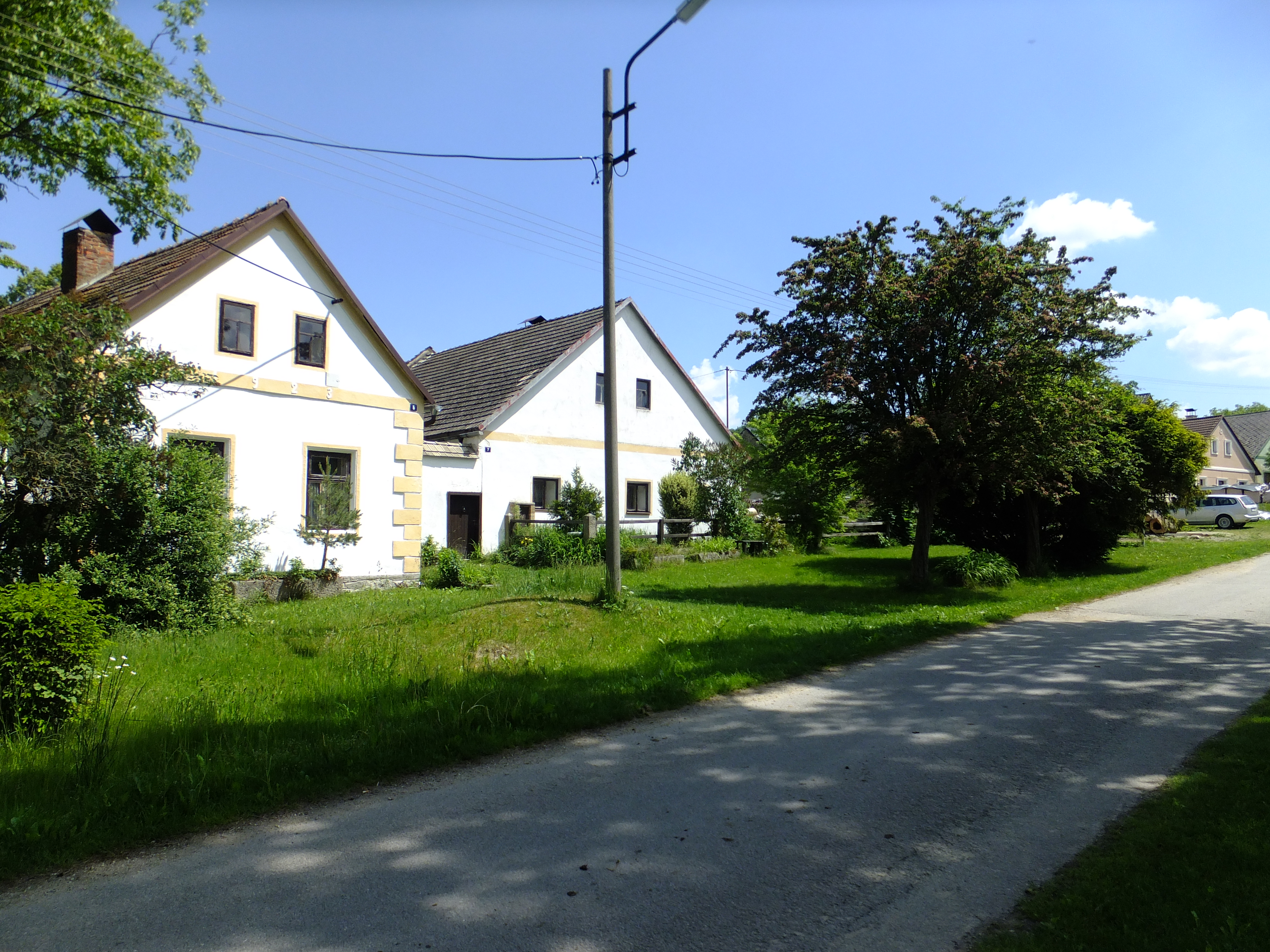
Domy v horní části obce